# Tossal de la Cassola
El Tossal de la Cassola és el cim més alt, 698,6 m. alt., del Mont de Conques, a l'antic terme de Conques, actualment pertanyent al municipi d'Isona i Conca Dellà, al Pallars Jussà.
Està situat al nord de la vila de Conques i a llevant de la de Figuerola d'Orcau. Rep el nom del fet que té la forma d'una cassola capgirada.